# Mont Rittmann
Le mont Rittmann est un volcan d'Antarctique situé en terre Victoria. Découvert en 1988–1989 par une expédition italienne, il porte le nom du volcanologue suisse Alfred Rittmann.

## Géographie
Le mont Rittman se trouve en terre Victoria en bordure de la mer de Ross, à 100 kilomètres de la baie Terra Nova et à 150 kilomètres de la base italienne Mario Zucchelli.
Il appartient au chaînon des Montagnards et est formé par un anneau d'affleurements volcaniques qui émergent d'un terrain environnant presque plat constituant une caldeira de 2 kilomètres par 5 kilomètres qui se développe sous le glacier Aviator. Les affleurements se composent de hyaloclastites, de coulées de lave et de pillow lava. Le nom de mont Rittmann est parfois attribuée à un nunatak actif à 2 600 m d'altitude sur le bord de la caldeira.
L'activité géothermique maintient une partie de la caldeira sans glace. Des mousses et divers micro-organismes se développent sur ce terrain. Une telle occurrence de mousses sur les volcans actifs de l'Antarctique est limitée au mont Rittmann, au mont Melbourne et au mont Erebus et a conduit à établir une zone protégée (ZSPA) couvrant le volcan.

## Histoire éruptive
Le volcan était actif pendant le Pliocène et l'Holocène, avec de grandes éruptions explosives. Une éruption majeure s'est produite en 1254 et a déposé une couche de téphras sur une grande partie de l'Antarctique. Actuellement, le volcan est considéré comme endormi. Des fumerolles s'en dégagent.